# Nederlands kampioenschap shorttrack
Tijdens het Nederlands kampioenschap shorttrack zijn jaarlijks de nationale shorttracktitels voor de junioren C t/m de senioren te verdienen. De wedstrijd wordt georganiseerd door de KNSB en vindt afwisselend plaats op een Nederlandse ijsbaan. Tot en met 2022 was het een allroundklassement over vier (in 2020 en 2021 drie) afstanden waarbij elke afstand tot punten leidde en de beste score de Nederlandse titel opleverde. In het seizoen 2020–21 werd er ook een Nederlands kampioenschap shorttrack afstanden georganiseerd en vanaf het seizoen 2022/2023 wordt er geen allroundkampioenschap meer verreden en is het Nederlands kampioenschap voortaan een afstandenkampioenschap.

## Mannen
| Jaar | Plaats           | Goud                | Zilver              | Brons               |
| ---- | ---------------- | ------------------- | ------------------- | ------------------- |
| 1979 | Amsterdam (off.) | Arie Ravensbergen   | Menno Boelsma       | Wim den Elsen       |
| 1980 | Leiden (off.)    | Menno Boelsma       | Wim den Elsen       | Arie Ravensbergen   |
| 1981 | Leeuwarden       | Menno Boelsma       | Cees Boer           | Charles Veldhoven   |
| 1982 | Den Haag         | Tjerk Terpstra      | Menno Boelsma       | Charles Veldhoven   |
| 1983 | Eindhoven        | Menno Boelsma       | Tjerk Terpstra      | Jaco Mos            |
| 1984 | Den Haag         | Charles Veldhoven   | Jaco Mos            | Ger Boelsma         |
| 1985 | Leeuwarden       | Charles Veldhoven   | Menno Boelsma       | Peter van der Velde |
| 1986 | Amsterdam        | Charles Veldhoven   | Menno Boelsma       | Peter van der Velde |
| 1987 | Leeuwarden       | Charles Veldhoven   | Peter van der Velde | Jaco Mos            |
| 1988 | Groningen        | Peter van der Velde | Charles Veldhoven   | Jaco Mos            |
| 1989 | Assen            | Charles Veldhoven   | Richard Suijten     | Jeroen Otter        |
| 1990 | Den Haag         | Richard Suijten     | Erik Duijvelshoff   | Jeroen Otter        |
| 1991 | Leeuwarden       | Jan Hoogeveen       | Jeroen Otter        | Mark Velzeboer      |
| 1992 | Groningen        | Erik Duijvelshoff   | Jeroen Otter        | Alexander Velzeboer |
| 1993 | Groningen        | Erik Duijvelshoff   | Mark Velzeboer      | Jan Hoogeveen       |
| 1994 | Groningen        | Mark Velzeboer      | Jan Hoogeveen       | Erik Duijvelshoff   |
| 1995 | Heerenveen       | Vincent Wolvers     | Mark Velzeboer      | Dave Versteeg       |
| 1996 | Amsterdam        | Vincent Wolvers     | Dave Versteeg       | Peter van der Meer  |
| 1997 | Groningen        | Joost Smit          | Dave Versteeg       | Patrick Vergeer     |
| 1998 | Zoetermeer       | Dave Versteeg       | Patrick Vergeer     | Vincent Wolvers     |
| 1999 | Heerenveen       | Dave Versteeg       | Alexander Velzeboer | Cees Juffermans     |
| 2000 | 's-Hertogenbosch | Dave Versteeg       | Alexander Velzeboer | Joost Smit          |
| 2001 | Groningen        | Cees Juffermans     | Dave Versteeg       | Jeroen Huiskamp     |
| 2002 | Den Haag         | Dave Versteeg       | Knut Alsemgeest     | Jeroen Huiskamp     |
| 2003 | Heerenveen       | Cees Juffermans     | Dave Versteeg       | Robbert Kees Boer   |
| 2004 | Groningen        | Cees Juffermans     | Dave Versteeg       | Niels Kerstholt     |
| 2005 | Zoetermeer       | Cees Juffermans     | Robbert Kees Boer   | Niels Kerstholt     |
| 2006 | Heerenveen       | Niels Kerstholt     | Cees Juffermans     | Roderick Oosten     |
| 2007 | Den Haag         | Niels Kerstholt     | Daan Breeuwsma      | Rudy Koek           |
| 2008 | Amsterdam        | Niels Kerstholt     | Freek van der Wart  | Ingmar van Riel     |
| 2009 | Zoetermeer       | Niels Kerstholt     | Sjinkie Knegt       | Freek van der Wart  |
| 2010 | Tilburg          | Freek van der Wart  | Ingmar van Riel     | Rudy Koek           |
| 2011 | Groningen        | Sjinkie Knegt       | Niels Kerstholt     | Freek van der Wart  |
| 2012 | Heerenveen       | Niels Kerstholt     | Freek van der Wart  | Sjinkie Knegt       |
| 2013 | Amsterdam        | Niels Kerstholt     | Freek van der Wart  | Sjinkie Knegt       |
| 2014 | Amsterdam        | Sjinkie Knegt       | Niels Kerstholt     | Freek van der Wart  |
| 2015 | Amsterdam        | Sjinkie Knegt       | Freek van der Wart  | Daan Breeuwsma      |
| 2016 | Amsterdam        | Freek van der Wart  | Adwin Snellink      | Daan Breeuwsma      |
| 2017 | Amsterdam        | Dylan Hoogerwerf    | Daan Breeuwsma      | Sjinkie Knegt       |
| 2018 | Heerenveen       | Daan Breeuwsma      | Itzhak de Laat      | Jasper Brunsmann    |
| 2019 | Heerenveen       | Daan Breeuwsma      | Itzhak de Laat      | Sven Roes           |
| 2020 | Leeuwarden       | Sven Roes           | Daan Breeuwsma      | Dylan Hoogerwerf    |
| 2021 | Heerenveen       | Dylan Hoogerwerf    | Jens van 't Wout    | Friso Emons         |
| 2022 | Leeuwarden       | Dylan Hoogerwerf    | Jens van 't Wout    | Bram Steenaart      |

## Vrouwen
| Jaar | Plaats            | Goud                             | Zilver                 | Brons                |
| ---- | ----------------- | -------------------------------- | ---------------------- | -------------------- |
| 1981 | Leiden (off.)     | Ingrid Marcusse                  | Boukje Keulen          | Rini Nijdam          |
| 1982 | Den Haag (off.)   | Ingrid Marcusse                  | Boukje Keulen          | Astrid Borst         |
| 1983 | Eindhoven (off.)  | Boukje Keulen                    | Jolanda Grimbergen     | Ingrid Marcusse      |
| 1984 | Den Haag (off.)   | Esmeralda Ossendrijver           | Simone Velzeboer       | Ingrid Marcusse      |
| 1985 | Leeuwarden (off.) | Esmeralda Ossendrijver           | Manuela Ossendrijver   | Jolanda de Vries     |
| 1986 | Amsterdam         | Esmeralda Ossendrijver           | Monique Velzeboer      | Simone Velzeboer     |
| 1987 | Leeuwarden        | Manuela Ossendrijver             | Esmeralda Ossendrijver | Monique Velzeboer    |
| 1988 | Groningen         | Esmeralda Ossendrijver           | Monique Velzeboer      | Manuela Ossendrijver |
| 1989 | Assen             | Joëlle van Koetsveld van Ankeren | Claudia Wolvers        | Monique Velzeboer    |
| 1990 | Den Haag          | Joëlle van Koetsveld van Ankeren | Monique Velzeboer      | Priscilla Ernst      |
| 1991 | Leeuwarden        | Monique Velzeboer                | Priscilla Ernst        | Penèlope di Lella    |
| 1992 | Groningen         | Monique Velzeboer                | Priscilla Ernst        | Anja van der Poel    |
| 1993 | Groningen         | Monique Velzeboer                | Esmeralda Ossendrijver | Priscilla Ernst      |
| 1994 | Groningen         | Penelope di Lella                | Anke Jannie Landman    | Nanja van Dam        |
| 1995 | Heerenveen        | Anke Jannie Landman              | Esmeralda Ossendrijver | Priscilla Ernst      |
| 1996 | Amsterdam         | Ellen Wiegers                    | Esmeralda Ossendrijver | Anke Jannie Landman  |
| 1997 | Groningen         | Ellen Wiegers                    | Anke Jannie Landman    | Maureen de Lange     |
| 1998 | Zoetermeer        | Ellen Wiegers                    | Anke Jannie Landman    | Maureen de Lange     |
| 1999 | Heerenveen        | Maureen de Lange                 | Melanie de Lange       | Anouk Wiegers        |
| 2000 | 's-Hertogenbosch  | Melanie de Lange                 | Anouk Wiegers          | Anke Jannie Landman  |
| 2001 | Groningen         | Anke Jannie Landman              | Daniëlle Molendijk     | Maureen de Lange     |
| 2002 | Den Haag          | Anouk Wiegers                    | Maureen de Lange       | Anke Jannie Landman  |
| 2003 | Heerenveen        | Melanie de Lange                 | Mariëlle Lootsma       | Liesbeth Mau-Asam    |
| 2004 | Groningen         | Liesbeth Mau-Asam                | Anouk Wiegers          | Mariëlle Lootsma     |
| 2005 | Zoetermeer        | Liesbeth Mau-Asam                | Annita van Doorn       | Maureen de Lange     |
| 2006 | Heerenveen        | Liesbeth Mau-Asam                | Annita van Doorn       | Anouk Zoutendijk     |
| 2007 | Den Haag          | Maaike Vos                       | Ellen Wiegers          | Jorien ter Mors      |
| 2008 | Amsterdam         | Liesbeth Mau-Asam                | Jorien ter Mors        | Maaike Vos           |
| 2009 | Zoetermeer        | Annita van Doorn                 | Jorien ter Mors        | Sanne van Kerkhof    |
| 2010 | Tilburg           | Yara van Kerkhof                 | Jessica Ausma          | Rosalie Huisman      |
| 2011 | Groningen         | Jorien ter Mors                  | Annita van Doorn       | Yara van Kerkhof     |
| 2012 | Heerenveen        | Jorien ter Mors                  | Yara van Kerkhof       | Lara van Ruijven     |
| 2013 | Amsterdam         | Jorien ter Mors                  | Yara van Kerkhof       | Rianne de Vries      |
| 2014 | Amsterdam         | Jorien ter Mors                  | Yara van Kerkhof       | Rianne de Vries      |
| 2015 | Amsterdam         | Lara van Ruijven                 | Suzanne Schulting      | Rianne de Vries      |
| 2016 | Amsterdam         | Jorien ter Mors                  | Suzanne Schulting      | Rianne de Vries      |
| 2017 | Amsterdam         | Suzanne Schulting                | Yara van Kerkhof       | Rianne de Vries      |
| 2018 | Heerenveen        | Yara van Kerkhof                 | Avalon Aardoom         | Lara van Ruijven     |
| 2019 | Heerenveen        | Lara van Ruijven                 | Suzanne Schulting      | Selma Poutsma        |
| 2020 | Leeuwarden        | Suzanne Schulting                | Rianne de Vries        | Lara van Ruijven     |
| 2021 | Heerenveen        | Suzanne Schulting                | Xandra Velzeboer       | Selma Poutsma        |
| 2022 | Leeuwarden        | Selma Poutsma                    | Xandra Velzeboer       | Georgie Dalrymple    |

## Afstanden
In 2011 werd het nationale afstandenkampioenschap als een officieuze editie gereden. In het seizoen 2020/2021 ging de volledige wereldbeker shorttrack niet door vanwege de coronapandemie. Er werd een Nederlands kampioenschap shorttrack afstanden aan de kalender toegevoegd om het gemis aan grote wedstrijden op te vangen. Vanaf het seizoen 2022/2023 vervangt het afstandenkampioenschap het allroundkampioenschap als Nederlands kampioenschap. Sinds 2024 is er ook een gemengde aflossingswedstrijd. Verschllende shorttrackers worden verdeeld in ploegen en rijden de wedstrijden. Het jaar daarna is er ook een aflossingswedstrijd voor mannen.
Mannen
| Jaar        | Plaats     | 500 meter        | 1000 meter       | 1500 meter       | 5000 meter aflossing                                      |
| ----------- | ---------- | ---------------- | ---------------- | ---------------- | --------------------------------------------------------- |
| 2011 (off.) | Heerenveen | Niels Kerstholt  | Sjinkie Knegt    | –                |                                                           |
| 2021        | Heerenveen | Sjinkie Knegt    | Sjinkie Knegt    | Jens van 't Wout |                                                           |
| 2023        | Leeuwarden | Jens van 't Wout | Jens van 't Wout | Jens van 't Wout |                                                           |
| 2024        | Leeuwarden | Teun Boer        | Jens van 't Wout | Teun Boer        |                                                           |
| 2025        | Leeuwarden | Jens van 't Wout | Jens van 't Wout | Jens van 't Wout | Brian Boer Zeno de Boer Thijmen Koestal Hessel van Berkum |

Vrouwen
| Jaar        | Plaats     | 500 meter          | 1000 meter         | 1500 meter         |
| ----------- | ---------- | ------------------ | ------------------ | ------------------ |
| 2011 (off.) | Heerenveen | Annita van Doorn   | Jorien ter Mors    | –                  |
| 2021        | Heerenveen | Suzanne Schulting  | Suzanne Schulting  | Suzanne Schulting  |
| 2023        | Leeuwarden | Xandra Velzeboer   | Xandra Velzeboer   | Xandra Velzeboer   |
| 2024        | Leeuwarden | Selma Poutsma      | Xandra Velzeboer   | Xandra Velzeboer   |
| 2025        | Leeuwarden | Michelle Velzeboer | Michelle Velzeboer | Michelle Velzeboer |

Gemengd
| Jaar | Plaats     | 2000 meter aflossig                                                   |
| ---- | ---------- | --------------------------------------------------------------------- |
| 2024 | Leeuwarden | Teun Boer Anne Floor Otter Selma Poutsma Bram Steenaart               |
| 2025 | Leeuwarden | Lotte Donderwinkel Diede van Oorschot Jens van 't Wout Itzhak de Laat |